# Маруха Анатолій Васильович
Анатолій Васильович Маруха (28 листопада 1975 року, Ярославець Кролевецького району Сумської області — 26 лютого 2017) — солдат Збройних Сил України.

## Біографія
Анатолій Васильович Маруха народився 28.11.1975 року в селі Ярославець Кролевецького району Сумської області. Брав участь у військових діях в зоні АТО. Помер 28 вересня 2016 р. під час несення служби в районі смт Микільське, Волноваський район, Донецька область.
Похований у рідному селі Ярославець, Кролевецького району Сумської області.